# ライネック (駆逐艦)
ライネック (HMS Wryneck) はイギリス海軍の駆逐艦。アドミラルティW級。

## 艦歴
1916年12月16日にジャローのPalmers Shipbuilding and Iron Companyに発注。1917年4月起工、1918年5月13日に進水し、1918年11月11日に竣工した。
「ライネック」はボリシェヴィキに対するバルト海での作戦に参加。1921年には大西洋艦隊の第5駆逐群所属となり、1925年には地中海艦隊の第1駆逐群に転属となった。
1930年代の大恐慌の際は予備役となり、ジブラルタルで係船された。1938年、「ライネック」はWAIR改修の対象となった。改修は1939年9月に始まり、1940年3月に完了した。「ライネック」は1940年4月に再就役し、アレクサンドリアを基地として船団護衛に従事した。12月、エジプトでのイタリア軍に対する陸軍の作戦の支援に従事。
1941年にはギリシャへの連合国軍の輸送作戦（ラスター作戦）に参加。
続いてギリシャからの撤退作戦（デーモン作戦）に参加した。4月23日、ANF29船団として巡洋艦「コヴェントリー」、駆逐艦「ダイアモンド」、「グリフィン」とともに「Delane」、「Pennland」、「Thurland Castle」を護衛してアレクサンドリアから出航。このうち「Delane」と「ダイアモンド」は分離されスダ湾へと向かった、また「Pennland」は攻撃を受けて沈み、その生存者を乗せた「グリフィン」もスダ湾へ向かった。「ライネック」、「コヴェントリー」、「Thurland Castle」は他の駆逐艦5隻とともに4月25日から26日の夜にメガラで兵員を収容した。
引き続き兵員の収容は4月26日から27日夜にも行われた。4月27日、兵員を載せた駆逐艦の代わりとして「ライネック」、「ウォーターヘン」、「ヴェンデッタ」が船団の護衛としてスダ湾から派遣された。船団は爆撃を受けて「Slamat」が被弾。「ダイアモンド」が救助に送られ、スダ湾からの駆逐艦が到着すると「ライネック」は「ダイアモンド」の支援を命じられた。9時25分に「ダイアモンド」から生存者の大半を収容し終えスダ湾へ向かうとの連絡があり、10時25分には「ライネック」から戦闘機の援護の求めがあったが、これが2隻からの最後の連絡となった。

13時15分ごろにドイツ軍のメッサーシュミット Bf109戦闘機およびJu 88爆撃機の攻撃により、「ライネック」と「ダイアモンド」は撃沈された。「ライネック」からは救命艇がおろされ、また2隻からそれぞれ3つのカーリーフロートもおろされた。救命艇に乗った者たちはカーリーフロートを二つ引いて東へと向かったが、風が強くなりフロートが救命艇に衝突したためやむなく切り離した。
2隻がスダ湾に戻らないことから「グリフィン」が捜索に送られ、発見したカーリーフロートから18名を救助した。また、「Slamat」の生存者のGeorge Dexterは、「ライネック」沈没後彼を含めて4人が軽巡洋艦「オライオン」に救助されたと述べている。
4月28日、救命艇に乗った24人はミロス島を目指したが、ひじょうに消耗しており二人の少年がユニオンジャックで注意を引こうとしているのを見てミロス島から南東13海里ほどのAnanes Rockに上陸した。そこにはcaïqueでピレウスから逃れてきたギリシャ人避難民やイギリス兵がいた。夕方、大半の人はcaïqueに乗り、5人が乗った救命艇を引き、クレタ島を目指して出発。翌日、46人はスダ湾に到着した。